# Punch-Out!! (videogioco 1984)
Punch-Out!! (パンチアウト!!?, Panchi-Auto!!) è un videogioco arcade di pugilato realizzato nel 1984 da Nintendo, ed è il primo capitolo della serie Punch-Out!!.

## Modalità di gioco
La schermata è suddivisa in due parti corrispondenti a due diversi monitor: nella parte superiore si vedono informazioni e punteggi, mentre l'incontro si tiene nello schermo inferiore. Il personaggio principale è mostrato a mezzo busto di spalle al giocatore ed è trasparente per fare vedere il pugile avversario. Entrambi sono raffigurati con grafica cartonesca.
Il giocatore deve combattere l'avversario fino a farlo cadere a terra, se quest'ultimo non si rialza prima del conto fino a dieci viene dichiarato il KO, altrimenti l'incontro continuerà fino a quando non cadrà a terra per la terza volta (TKO). Il giocatore è invece sconfitto se subisce il KO o se scade il tempo disponibile per ogni incontro.
I due contendenti hanno una barra di energia che diminuisce subendo colpi e aumenta assestandoli, quando termina si finisce a terra. Un'altra barra invece, quando è piena, indica che il giocatore può sferrare un colpo da KO. Si dispone di tre tasti per pugno sinistro, pugno destro e colpo da KO (gancio o uppercut), mentre il joystick controlla la guardia e le schivate. La macchina dà rapidi suggerimenti parlati al giocatore, del tipo "left", "right" o "body punch".

## Personaggi
Pugile protagonista: Non viene mostrato il suo nome come nel seguito (dove viene chiamato Little Mac). In questo episodio e nel suo seguito Super Punch Out!! è l'unico pugile controllabile dal giocatore. Il suo corpo trasparente è rappresentato come una superficie reticolata verde, mentre capelli e abbigliamento non sono trasparenti.
I sei avversari, nell'ordine in cui si incontrano, sono:
- Glass Joe

- Piston Hurricane

- Bald Bull

- Kid Quick

- Pizza Pasta

- Mr. Sandman

## Sequel e remake
Il gioco avrà una versione portatile Game & Watch ossia Boxing e due remake, Punch Out!! per NES e Punch Out!! per Wii. In questi due giochi saranno aggiunti altri personaggi come Piston Honda, King Hippo, Don Flamenco ecc. Avrà anche un sequel arcade, Super Punch Out!!.